# Болгарська абетка
Болгарська абетка (болг. бъ̀лгарската а̀збука) — кириличний алфавіт  болгарської мови. Станом на 2016 рік болгарська абетка містить 30 букв: 
Також застосовується Ѝ, яка не є окремою літерою.